# Bakousa
Bakousa is een geslacht van kreeftachtigen uit de klasse van de Malacostraca (hogere kreeftachtigen).

## Soorten
- Bakousa hendersoniana (de Man, 1899)
- Bakousa kenepai (de Man, 1899)
- Bakousa sarawakensis Ng, 1995